# A. Willis Robertson
Absalom Willis Robertson (Martinsburg, 1887. május 27. – Lexington, 1971. november 1.) az Amerikai Egyesült Államok szenátora (Virginia, 1946–1967).